# Miss You (мініальбом)
«Miss You» — це п’ятий мініальбом британської співачки та авторки пісень Габріель Аплін. Реліз відбувся 16 грудня 2016 року на лейблі Аплін, Never Fade Records. Головним синглом та заголовною композицією мініальбому стала пісня «Miss You», випущена 9 листопада 2016 року. У 2017 році композиція «Miss You» була включена до плейлиста Тейлор Свіфт «Songs Taylor Loves».

## Список композицій
| Miss You | Miss You                   | Miss You                        | Miss You   |
| #        | Назва                      | Автор                           | Тривалість |
| -------- | -------------------------- | ------------------------------- | ---------- |
| 1.       | «Miss You»                 | Габріель Аплін Ліз Хорсман      | 3:17       |
| 2.       | «Night Bus»                | Аплін Хорсман                   | 3:41       |
| 3.       | «Run for Cover»            | Аплін Нік Аткінсон Едд Холловей | 3:34       |
| 4.       | «Miss You» (piano version) | Аплін Хорсман                   | 3:33       |
| 14:05    |                            |                                 |            |